# 石打駅
石打駅（いしうちえき）は、新潟県南魚沼市上野にある、東日本旅客鉄道（JR東日本）上越線の駅。

## 概要
当駅は南魚沼市南部の石打地区にあり、かつてはスキー多客時（繁忙期）に優等列車が停車していた。
清水トンネルを挟む石打 - 水上は全国に先駆けて開業時から電化されており、前後の非電化区間との接点として石打機関区が構内に置かれ、水上駅と共に機関車の付け替えが行われており、蒸気機関車用の転車台も設置されていた。上越線の全線電化後も、石打 - 水上間の連続急勾配区間（清水越え）に備えてEF16形などの補機が配置されていた。また、スキー客輸送用として特急「とき」が臨時停車したほか、特急「新雪」を初めとする多くの臨時列車の終着駅となるなど、旅客輸送でも拠点駅の1つであり、かつては駅弁の販売もあった。
しかし、EF64形1000番台の投入により当該区間の補機は不要となり、石打機関区への機関車の常駐は廃止され、その後は側線も長らく荒れた状態となり（上越新幹線開業により余剰となった181系電車が留置されていたこともある）、北越急行の開業まではこの状態が続いた。北越急行の開業後は、当駅の側線に、普通列車の車両が夜間留置される。2015年（平成27年）3月14日のダイヤ改正前までは特急「はくたか」の車両が夜間留置されていた。
旅客列車においても、上越新幹線の上野駅開業後は在来線優等列車が大部分廃止になり、スキー客も越後湯沢駅に移るか自家用車利用が中心となり、拠点駅としての機能は失われた。「谷川」（当時）の延長運転による臨時乗り入れも近年はないが、関東地区のB特急料金の適用区間が当駅までとなっていることに名残が見られる。
2016年（平成28年）まで運行されていた当駅を始終着とする優等列車は、冬季に運転される臨時快速「シーハイル上越」1往復のみ。

### 乗り入れ路線
上越線が乗り入れている。上越線には北越急行ほくほく線の列車が乗り入れているが、こちらは全列車が当駅を通過するため利用できない。

## 歴史
- 1925年（大正14年）11月1日：上越北線の塩沢 - 越後湯沢間開通時に一般駅として開業[1]。
- 1960年（昭和35年）
  - 3月末：ホームをかさ上げ[3]。
  - 12月24日：駅舎を改築[4]。食堂・売店を併設した木造平屋建てで、スキーシーズンに備えて出札口を3つに増設[4]。
- 1963年（昭和38年）11月1日：電報取扱廃止[5]。
- 1968年（昭和43年）12月14日：駅舎改築の完工式を挙行[6]。
- 1970年（昭和45年）1月15日：貨物の取り扱いを廃止（旅客駅化）[1]。
- 1984年（昭和59年）2月1日：荷物の取り扱いを廃止[1]。
- 1987年（昭和62年）4月1日：国鉄分割民営化により、JR東日本新潟支社に移管[1]。
- 2005年（平成17年）10月1日：塩沢町の合併に伴い、南魚沼市では最南端の鉄道駅となる。
- 2009年（平成21年）3月14日：上越線がCTC化され、運転要員無配置に伴い早朝夜間無人化。
- 2019年（平成31年）4月1日：みどりの窓口の営業を終了[7]。以後は短時間の案内業務に移行。
- 2020年（令和2年）10月1日：終日無人化[2]。自動券売機は引き続き設置[2]。

## 駅構造
丘陵地の東斜面に位置し、島式ホーム1面2線を有する地上駅である。現駅舎の完成時より単式ホーム1面1線の1番線があり、スキー列車発着用として使用されていたが、需要の低下に伴い、2000年（平成12年）以降は線路と架線が撤去されている。
管理駅は越後湯沢駅であるが、ジェイアール新潟ビジネスへの業務委託中止に伴い、2020年（令和2年）10月から無人駅となっている。2019年（平成31年）4月以前はみどりの窓口が営業していたが、翌年の完全無人化後も自動券売機が置かれている。
1968年（昭和43年）に建築された駅舎は鉄筋コンクリート造り2階建てで、一階部分に駅機能がある。なお、駅舎の2階とホームは同じ高さになり、駅舎に接して置かれた単式ホーム（1番線）に、この2階から橋が伸びているが、従事者の専用通路となっている。
長岡発の最終電車は当駅止まりで、夜間滞泊が設定されている。

### のりば
| 番線 | 路線    | 方向 | 行先               |
| ---- | ------- | ---- | ------------------ |
| 2    | ■上越線 | 上り | 越後湯沢・水上方面 |
| 3    | ■上越線 | 下り | 長岡・新潟方面     |

付記事項
- 1番線は廃止され欠番。
- ほくほく線の通過駅であり、十日町・直江津方面は停車する塩沢または六日町駅で連絡。

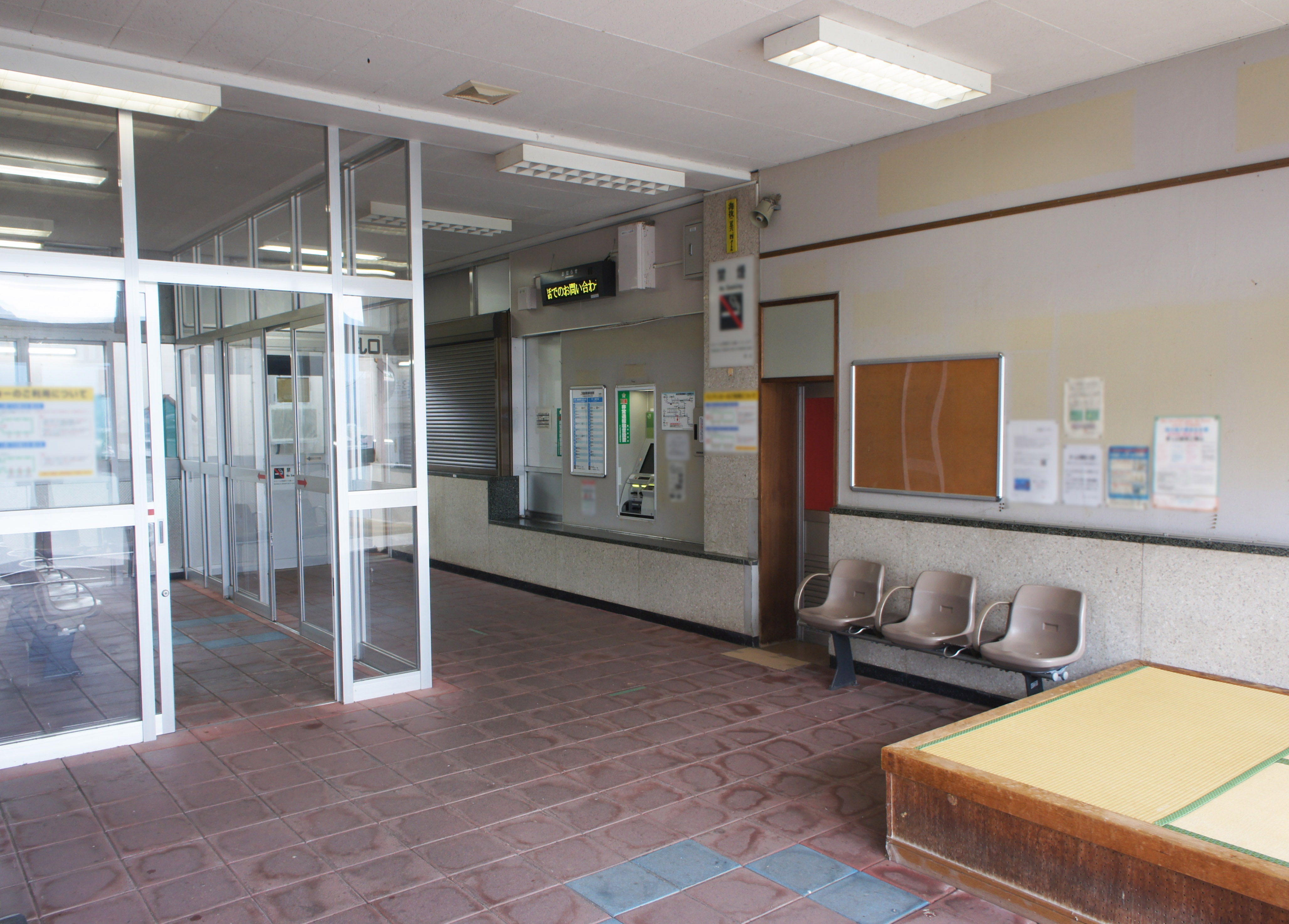
駅構内（2021年9月）
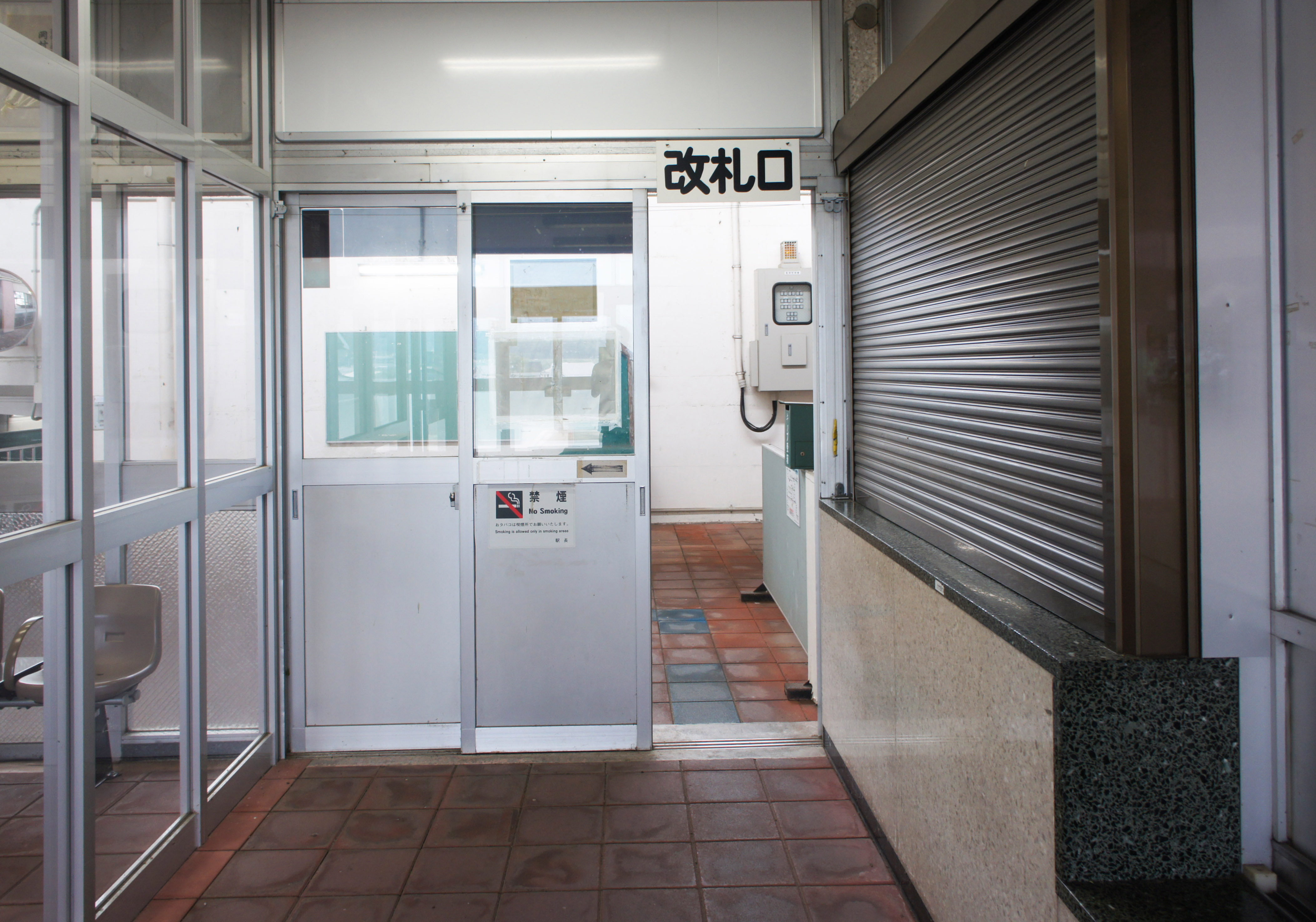
無人化後の改札口（2021年9月）
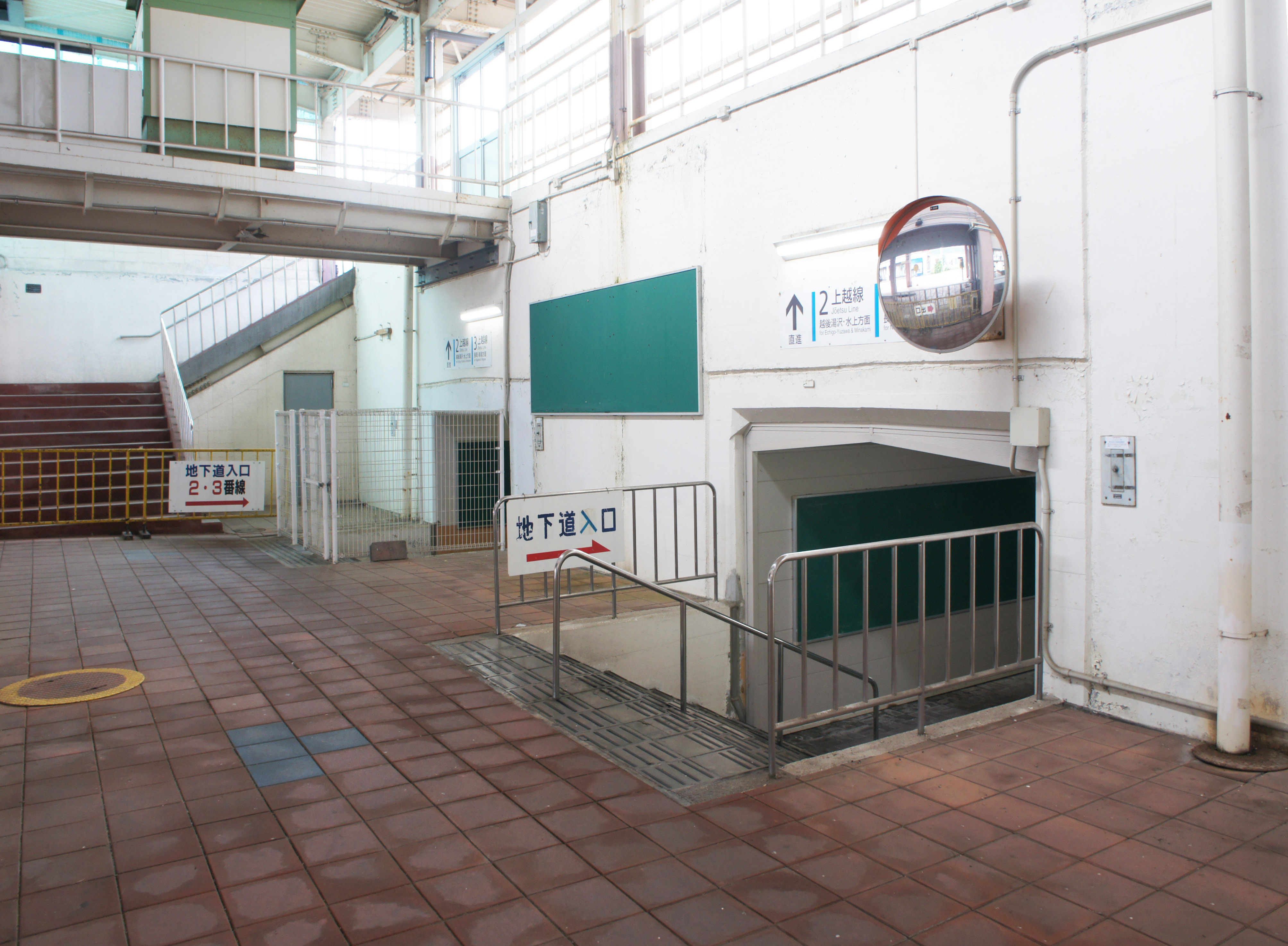
ホーム出入口（2021年9月）
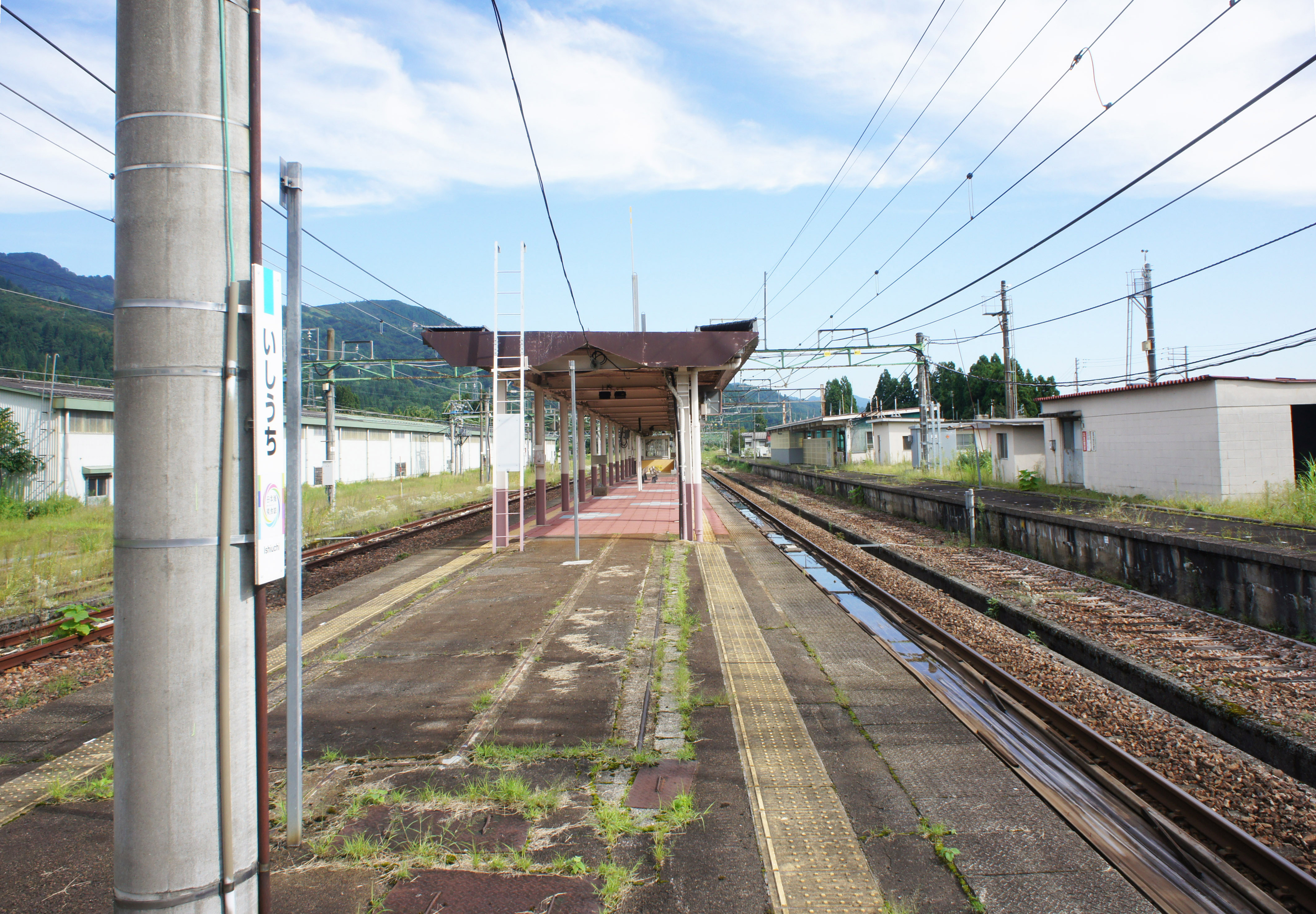
ホーム（2021年9月）

## 利用状況
JR東日本によると、2000年度（平成12年度） - 2019年度（令和元年度）の1日平均乗車人員の推移は以下のとおりであった。
| 1日平均乗車人員推移 | 1日平均乗車人員推移 | 1日平均乗車人員推移 | 1日平均乗車人員推移 | 1日平均乗車人員推移 |
| 年度                | 定期外              | 定期                | 合計                | 出典                |
| ------------------- | ------------------- | ------------------- | ------------------- | ------------------- |
| 2000年（平成12年）  |                     |                     | 191                 | [ 利用客数 1 ]      |
| 2001年（平成13年）  |                     |                     | 202                 | [ 利用客数 2 ]      |
| 2002年（平成14年）  |                     |                     | 193                 | [ 利用客数 3 ]      |
| 2003年（平成15年）  |                     |                     | 181                 | [ 利用客数 4 ]      |
| 2004年（平成16年）  |                     |                     | 150                 | [ 利用客数 5 ]      |
| 2005年（平成17年）  |                     |                     | 149                 | [ 利用客数 6 ]      |
| 2006年（平成18年）  |                     |                     | 149                 | [ 利用客数 7 ]      |
| 2007年（平成19年）  |                     |                     | 160                 | [ 利用客数 8 ]      |
| 2008年（平成20年）  |                     |                     | 154                 | [ 利用客数 9 ]      |
| 2009年（平成21年）  |                     |                     | 165                 | [ 利用客数 10 ]     |
| 2010年（平成22年）  |                     |                     | 157                 | [ 利用客数 11 ]     |
| 2011年（平成23年）  |                     |                     | 148                 | [ 利用客数 12 ]     |
| 2012年（平成24年）  | 50                  | 94                  | 144                 | [ 利用客数 13 ]     |
| 2013年（平成25年）  | 47                  | 97                  | 144                 | [ 利用客数 14 ]     |
| 2014年（平成26年）  | 49                  | 80                  | 129                 | [ 利用客数 15 ]     |
| 2015年（平成27年）  | 52                  | 83                  | 135                 | [ 利用客数 16 ]     |
| 2016年（平成28年）  | 55                  | 80                  | 135                 | [ 利用客数 17 ]     |
| 2017年（平成29年）  | 44                  | 78                  | 122                 | [ 利用客数 18 ]     |
| 2018年（平成30年）  | 45                  | 76                  | 121                 | [ 利用客数 19 ]     |
| 2019年（令和元年）  | 42                  | 64                  | 107                 | [ 利用客数 20 ]     |

## 駅周辺
駅前には、上越線の建設に尽力した岡村貢の銅像が建てられている。石打の街はこの駅よりかなり低い場所にあって、駅前から伸びる坂をしばらく下ることとなる。周囲にはスキー場が多数あり、上越新幹線開業前後までは多くのスキー客がこの駅を利用したが、現在では越後湯沢駅がアクセス機能を担っている。
- 石打花岡スキー場 - 当駅より西に徒歩10分。
- 石打丸山スキー場 - 「観光口」「中央口」までは当駅より南西に徒歩15分。「中央口」「ハツカ石口」へは隣の越後湯沢駅から無料シャトルバスの発着がある[10]。
- JAしおざわ 石打支所
- 塩沢信用組合 石打支店
- 丸山温泉 - 当駅より南西に徒歩10分
- 上野鉱泉 - 当駅より西に徒歩30分

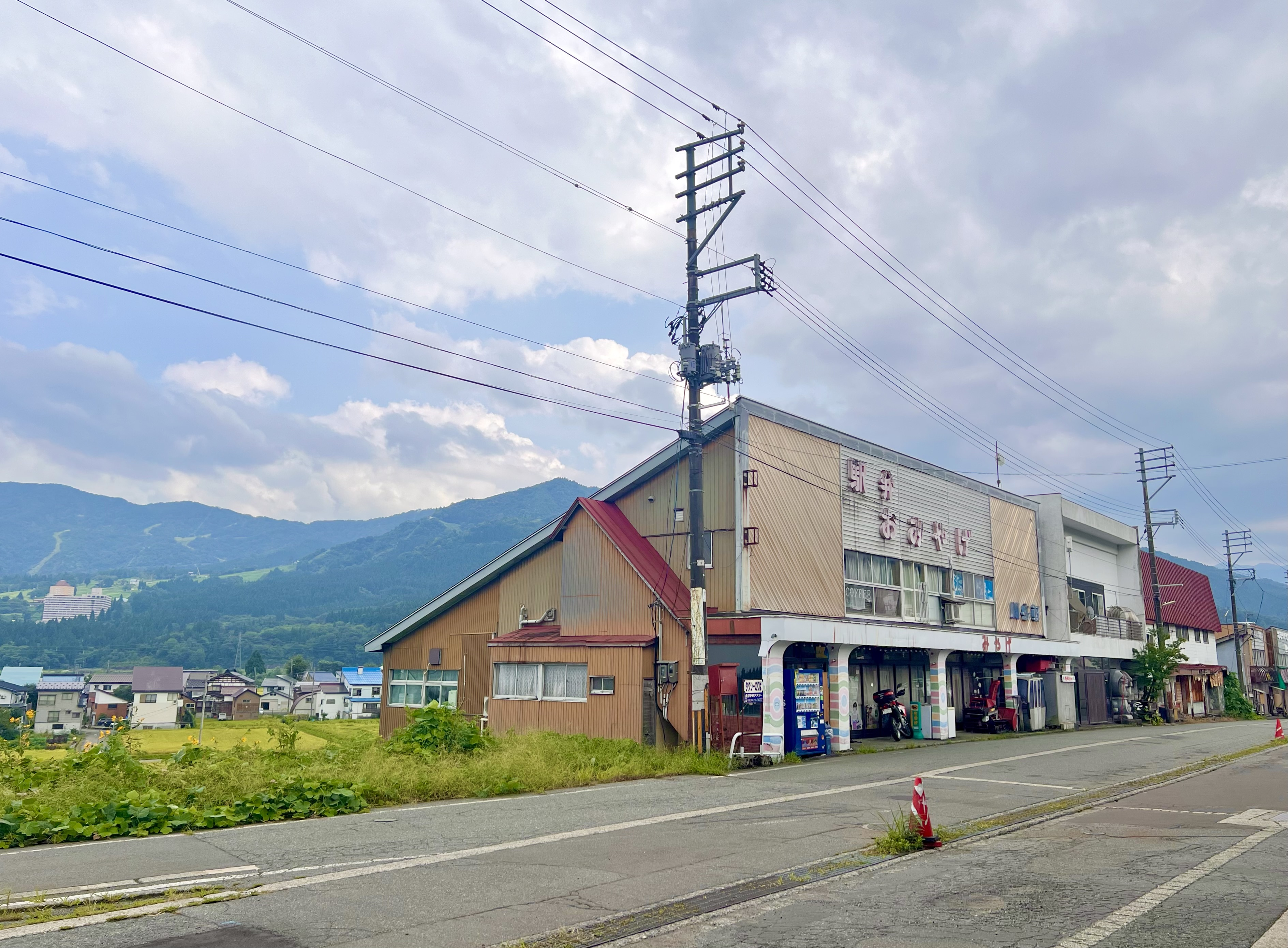
駅前風景（2024年9月）
駅前にある岡村貢像

## バス路線
越後交通グループの南越後観光バスが運行する路線バス、および南魚沼市のコミュニティバス「市民バス」が当駅周辺を経由する。
石打駅角
国道17号沿いに設置されている。
- 南越後観光バス
  - MY 湯沢＝塩沢＝六日町 線[11][12]

石打郵便局前
国道353号沿いに設置されている。
- 南越後観光バス
  - YS 湯沢＝清津峡＝津南＝森宮野原駅 線[13][14]

大丸屋隣
駅前の道沿いに設置されている。
- 市民バス
  - ■ 石打・竹俣コース[15]

## 隣の駅
東日本旅客鉄道（JR東日本）
■上越線
越後湯沢駅 - 石打駅 - 大沢駅
北越急行
■ほくほく線（越後湯沢駅 - 六日町駅間は上越線）
全列車通過

### 記事本文
1. 1 2 3 4 5  石野哲 編『停車場変遷大事典 国鉄・JR編 Ⅱ』（初版）JTB、1998年10月1日、453頁。ISBN 978-4-533-02980-6。
2. 1 2 3 4 5  “市報みなみ魚沼 令和2年9月15日号 > JR石打駅の無人化” (PDF).   南魚沼市. p. 8 (2020年9月15日). 2022年3月6日時点のオリジナルよりアーカイブ。2022年3月6日閲覧。
3. ↑  「長岡など11駅ホーム扛上」『交通新聞』交通協力会、1960年2月10日、1面。
4. 1 2  「石打駅待合室が完成」『交通新聞』交通協力会、1960年12月25日、2面。
5. ↑  日本電信電話公社報　昭和38年11月19日第2099号
6. ↑  『石打駅が完成　上越線スキー客輸送に威力』昭和43年12月17日読売新聞信越版
7. ↑  “駅の情報（石打駅）：JR東日本”.   東日本旅客鉄道. 2019年3月15日時点のオリジナルよりアーカイブ。2019年3月15日閲覧。
8. 1 2  “JR東日本：駅構内図・バリアフリー情報（石打駅）”.   東日本旅客鉄道. 2025年5月10日閲覧。
9. ↑  「駅すてーしょん 越後湯沢（上越線）」『交通新聞』交通新聞社、1999年1月20日、2面。
10. ↑  アクセス - 石打丸山スキー場.2018年11月10日閲覧。
11. ↑  “湯沢～塩沢～六日町線（平日時刻表）” (PDF). 南越後観光バス株式会社 | 新潟県南魚沼市の一般路線バス、貸切・観光バス情報.   南越後観光バス. 2025年5月10日閲覧。
12. ↑  “湯沢～塩沢～六日町線（土休日時刻表）” (PDF). 南越後観光バス株式会社 | 新潟県南魚沼市の一般路線バス、貸切・観光バス情報.   南越後観光バス. 2025年5月10日閲覧。
13. ↑  “湯沢～清津峡～津南～森宮野原駅線（平日時刻表）” (PDF). 南越後観光バス株式会社 | 新潟県南魚沼市の一般路線バス、貸切・観光バス情報.   南越後観光バス. 2025年5月10日閲覧。
14. ↑  “湯沢～清津峡～津南～森宮野原駅線（土休日時刻表）” (PDF). 南越後観光バス株式会社 | 新潟県南魚沼市の一般路線バス、貸切・観光バス情報.   南越後観光バス. 2025年5月10日閲覧。
15. ↑  “市民バス 石打・竹俣コース” (PDF). 市民バス - 南魚沼市.   南魚沼市 (2025年4月1日). 2025年5月10日閲覧。

### 利用状況
1. ↑  “各駅の乗車人員（2000年度）”.   東日本旅客鉄道. 2019年4月12日閲覧。
2. ↑  “各駅の乗車人員（2001年度）”.   東日本旅客鉄道. 2019年4月12日閲覧。
3. ↑  “各駅の乗車人員（2002年度）”.   東日本旅客鉄道. 2019年4月12日閲覧。
4. ↑  “各駅の乗車人員（2003年度）”.   東日本旅客鉄道. 2019年4月12日閲覧。
5. ↑  “各駅の乗車人員（2004年度）”.   東日本旅客鉄道. 2019年4月12日閲覧。
6. ↑  “各駅の乗車人員（2005年度）”.   東日本旅客鉄道. 2019年4月12日閲覧。
7. ↑  “各駅の乗車人員（2006年度）”.   東日本旅客鉄道. 2019年4月12日閲覧。
8. ↑  “各駅の乗車人員（2007年度）”.   東日本旅客鉄道. 2019年4月12日閲覧。
9. ↑  “各駅の乗車人員（2008年度）”.   東日本旅客鉄道. 2019年4月12日閲覧。
10. ↑  “各駅の乗車人員（2009年度）”.   東日本旅客鉄道. 2019年4月12日閲覧。
11. ↑  “各駅の乗車人員（2010年度）”.   東日本旅客鉄道. 2019年4月12日閲覧。
12. ↑  “各駅の乗車人員（2011年度）”.   東日本旅客鉄道. 2019年4月12日閲覧。
13. ↑  “各駅の乗車人員（2012年度）”.   東日本旅客鉄道. 2019年4月12日閲覧。
14. ↑  “各駅の乗車人員（2013年度）”.   東日本旅客鉄道. 2019年4月12日閲覧。
15. ↑  “各駅の乗車人員（2014年度）”.   東日本旅客鉄道. 2019年4月12日閲覧。
16. ↑  “各駅の乗車人員（2015年度）”.   東日本旅客鉄道. 2019年4月12日閲覧。
17. ↑  “各駅の乗車人員（2016年度）”.   東日本旅客鉄道. 2019年4月12日閲覧。
18. ↑  “各駅の乗車人員（2017年度）”.   東日本旅客鉄道. 2019年4月12日閲覧。
19. ↑  “各駅の乗車人員（2018年度）”.   東日本旅客鉄道. 2019年7月16日閲覧。
20. ↑  “各駅の乗車人員（2019年度）”.   東日本旅客鉄道. 2020年7月12日閲覧。